# Astro Ria
Astro Ria est une chaîne de télévision malaisienne créée le 1er juin 1996.

## Émissions
- Akademi Fantasia
- RM 1,000,000 Money Drop (en)